# Sait Toptani
Sait Toptani (ur. 1894 w Konyi, zm. 1947 w Tiranie) - minister gospodarki Albanii w latach 1931-1932.

## Życiorys
Ukończył naukę średnią w Stambule, następnie ukończył studia rolnicze w Grazu.
Od 25 lipca 1931 do 7 grudnia 1932 pełnił funkcję ministra gospodarki Albanii. Pod koniec lat 30. XX wieku był redaktorem naczelnym czasopisma Gazeta e Re oraz zarządcą jednego z banków w Albanii.
Po II wojnie światowej wycofał się z życia politycznego, zmarł w 1947 roku w Tiranie.
Był synem Murada Toptaniego i Asije Frashëri, adoptowanej córki pisarza Naima Frashëriego. Para wzięła ślub w 1895 roku w Stambule i zamieszkała w Tiranie.